# Rival Schools

Rival Schools est une série de jeux vidéo de type jeu de combat développée et éditée par Capcom. Elle a débuté en 1997 avec Rival Schools: United By Fate sur  système d'arcade ZN-2 et PlayStation. En 2000 est sorti Project Justice sur système d'arcade Naomi et porté sur Dreamcast. En 1998 est sorti un manga de 2 volumes qui sera suivi en 2006 par une mini-série Comic éditée par UDON.

## Jeu
La série Rival Schools est une série de jeux de combat en 3D, elle se distingue par un univers totalement déjanté prenant pour cadre le milieu scolaire. Le jeu met en scène 5 lycées : la Taiyo High School, la  Gorin High School, la Pacific High School, la Gedo High School et la Justice High School.

## Histoire
- Dans United by Fate  : Des disparitions et des événements étranges ont eu lieu dans plusieurs lycées de la ville, de plus il semble que ces actes ont été faits pour défier le système scolaire[1]. Une organisation du crime ? Un complot de l'administration scolaire ? Des agents étrangers ? Plusieurs élèves vont décider de mener l'enquête afin de trouver le ou les coupables.
- Dans Project Justice : Un an s'est écoulé depuis les événements de Rival Schools: United By fate et tout est redevenu normal dans la ville de Aoharu. Batsu, Hinata, Kyosuke, et le reste des combattants ont repris leur vie scolaire normale et tous apprécient ce temps de paix retrouvé. Mais la paix elle-même ne dure pas longtemps et les combattants vont bientôt se retrouver impliquer dans une nouvelle aventure.

Kurow Kirishima : un assassin ninja impitoyable faisant partie d'un mystérieux groupe appelé  Reverse Society a les yeux fixés sur la famille Imawano. Son plan vise à les éliminer avec leurs alliés afin qu'il puisse gouverner le Japon.

## Personnages
(★ -- personnage caché)

### Taiyo High School
- Batsu Ichimonji
- Hinata Wakaba
- Kyosuke Kagami
- Hayato Nekketsu ★
- Ran Hibiki (seulement dans Shiritsu Justice Gakuen: Nekketsu Seisyun Nikki 2)

### Gorin High School
- Shoma Sawamura
- Natsu Ayuhara
- Roberto Miura
- Nagare Namikawa (seulement dans Shiritsu Justice Gakuen: Nekketsu Seisyun Nikki 2)

### Gedo High School
- Akira Kazama
- Edge
- Gan Isurugi
- Daigo Kazama ★

### Pacific High School
- Roy Bromwell
- Tiffany Lords
- Boman Delgado

### Justice High School
- Hideo Shimazu
- Kyoko Minazuki
- Raizo Imawano ★
- Hyo Imawano ★

### Tamagawa Minami High School
- Sakura Kasugano ★

### Project Justice
4 nouveaux personnages apparaissent dans Project Justice.
- Kurow Kirishima
- Zaki
- Momo Karuizawa
- Yurika Kirishima

## Série
1. Rival Schools: United by Fate
2. Project Justice: Rival Schools 2 : 2000, Naomi